# Брут, або про знаменитих ораторів
Брут, або про знаменитих ораторів (лат. Brutus sive De claris oratoribus) — трактат Марка Тулія Цицерона, присвячений ораторському мистецтву.
Трактат був написаний в 46 році до н. е. Він являє собою розповідь про історію ораторського мистецтва в Римі, написану у формі діалогу. Його герої — сам Цицерон, Марк Юній Брут і Тіт Помпоній Аттік.